# Brigitte Biermann
Brigitte Biermann (* 1969) arbeitet im Feld Nachhaltige Entwicklung. Sie ist seit 2008 Geschäftsführerin der Triple Innova GmbH und seit 2015 Professorin für Nachhaltiges Produktmanagement.

## Leben
Biermann studierte in den Jahren 1988 bis 1995 Politik- und Sozialwissenschaften, Philosophie und Recht an den Universitäten Bonn, Padua (Italien), Duisburg und Groningen (Niederlande) mit Abschluss Diplom-Sozialwissenschaftlerin. 1990 bis 1995 war sie Stipendiatin der Friedrich-Ebert-Stiftung.
Im Jahr 1996 war Biermann Wissenschaftliche Mitarbeiterin im Rhein-Ruhr-Institut für Sozialforschung und Politikberatung an der Universität Duisburg.
1997 bis 2000 arbeitete sie als Projektmanagerin für Wissenschaftliche Weiterbildung in der Planungsabteilung der Fernuniversität in Hagen.
In den Jahren 1998 bis 2002 war sie Lehrbeauftragte an der Evangelischen Fachhochschule in Bochum.
2000 bis 2005 war Biermann Koordinatorin des Interdisziplinären Masterstudiengangs Umweltwissenschaften an der Fernuniversität in Hagen und Wissenschaftliche Mitarbeiterin im Projekt „Umweltwirtschaft und Dienstleistungsexport“ in der Wasserwirtschaft (ProWaDi).
Im Jahr 2006 promovierte sie zur Doktorin der Philosophie an der Fernuniversität in Hagen.
Seit 2008 ist sie Geschäftsführerin der Triple Innova GmbH in Wuppertal und Lehrbeauftragte der FernUniversität in Hagen im Masterstudiengang Umweltwissenschaften.
Seit 2015 ist Biermann Professorin für Nachhaltiges Produktmanagement an der HfWU am Standort Geislingen.

## Mitgliedschaften
- seit 1995 Mitglied der AG Frauen (des Forums Umwelt und Entwicklung)
- seit 2000 Mitglied im Arbeitskreis Feministische Naturverständnisse
- seit 2005 Mitglied der Deutschen Vereinigung für Politikwissenschaft
- 2007–2014 UN-Dekade 2005–2014 „Bildung für Nachhaltige Entwicklung“: Mitglied des nationalen Runden Tisches für Nachhaltigkeit

## Werke (Auswahl)
- Nachhaltige Ernährung (2007)[3]